# Ruta 77 (Uruguay)
La Ruta N.º 77 es una ruta nacional de Uruguay.
Su trazado se extiende por los departamentos de San José y Florida.
La zona que recorre esta carretera está casi exclusivamente enclavada en la cuenca lechera, aunque existen algunas explotaciones frutícolas de cierta consideración.

## Características
Esta carretera es una ruta nacional terciaria, con pavimento de tratamiento bituminoso, y señalización vertical y horizontal de regular a mala.
En 2009 el tramo comprendido entre la ruta 76 y Paso de la Vela (límite con el departamento de San José) fue desafectado de jurisdicción nacional por resolución 561/009, pasando a jurisdicción departamental.

## Recorrido
La carretera parte desde 25 de Agosto, se proyecta hacia el norte, paralelo al arroyo de la Virgen por el departamento de Florida. 
Luego de atravesar las localidades de Independencia y Cardal, ingresa al departamento de San José por el conocido Paso de Vela.
La carretera finaliza en un camino vecinal del departamento de San José (UYSJ0303).